# Jowett
La Jowett è stata una casa automobilistica britannica attiva dal 1906 al 1954.

## Storia

### I primi anni
La Jowett è stata fondata nel 1901 dai fratelli Benjamin (1877—1963) e William (1880—1965) Jowett, con la collaborazione di Arthur V Lamb, come azienda produttrice di biciclette. Poco dopo la fondazione, l'azienda iniziò a fabbricare anche motori, alcuni dei quali trovarono impiego in taluni modelli di autovettura prodotti da aziende locali. Nel 1904 la compagnia cambiò nome in Jowett Motor Manufacturing Company. Poco dopo la Jowett decise di fabbricare autovetture complete, ed il primo modello interamente assemblato dalla neonata compagnia venne prodotto nel febbraio del 1906.

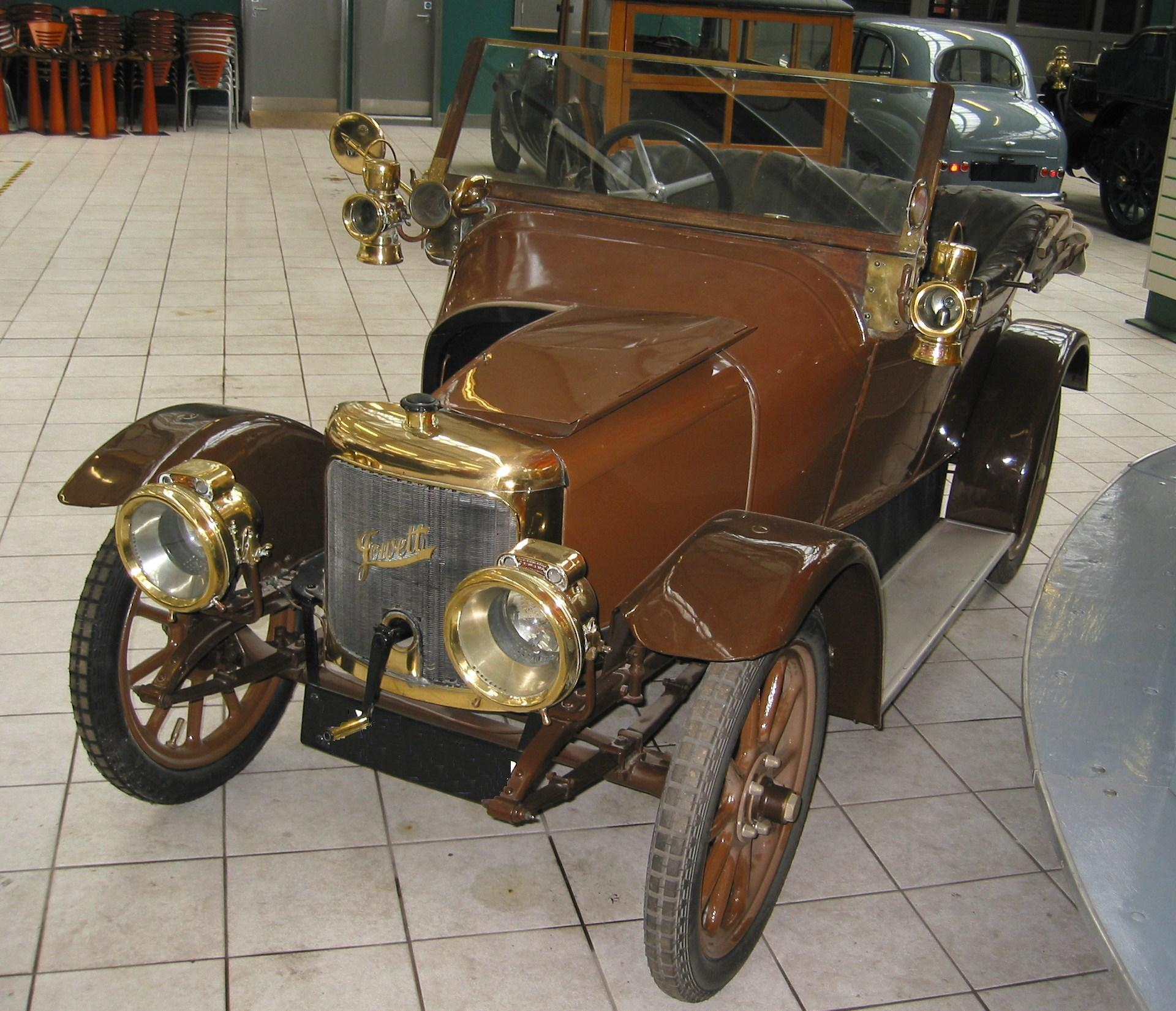
Jowett Eight del 1914

L'intenzione della neonata casa automobilistica era quella di commercializzare un'autovettura di peso contenuto, basso prezzo e spesa manutentiva limitata. All'inizio del XX secolo, nel Regno Unito, queste vetture erano denominate light car. La caratteristica principale che dovevano avere questi modelli per essere denominati light car, era quella di avere la cilindrata del motore inferiore ai 1,5 L. Le light car sono paragonabili, nel mercato moderno, alle vetture subcompact.
Il prototipo del modello iniziale della Jowett, fu il primo veicolo di queste caratteristiche ad essere prodotto in Inghilterra. Il motore ed il cambio erano specificatamente progettati per essere adatti alle light car, e quindi possedevano parecchi componenti che erano fabbricati in alluminio, che era conosciuto per la sua leggerezza. I rapporti corti del cambio e le caratteristiche del motore, fecero di questa vettura il modello ideale da utilizzare nei percorsi collinosi di Bradford e dello Yorkshire. Il propulsore ed il corpo vettura erano inoltre di costruzione robusta.
Le vetture di serie diventarono subito popolari. Esse avevano installato un motore a cilindri contrapposti raffreddato ad acqua da 816 cm³ di cilindrata e 6,4 CV di potenza. Il modello possedeva anche un cambio a tre rapporti, e lo sterzo era comandato da una barra invece che da un volante. Il corpo vettura era aperto, piuttosto leggero e poteva ospitare due passeggeri. Di questo primo modello ne sono sopravvissuti, fino al XXI secolo, due esemplari.
Allo scoppio della prima guerra mondiale, la Jowett, come molte altre aziende britanniche, fu obbligata a convertire i propri stabilimenti alla produzione bellica, più precisamente nella fabbricazione di munizioni. La normale produzione di autovetture riprese a conflitto terminato.

### Il periodo tra le due guerre mondiali

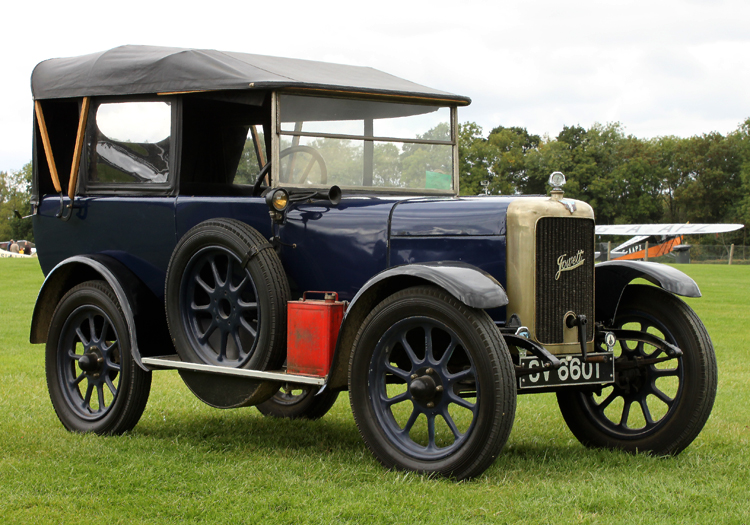
Jowett Short-chassis tourer (1926) del Shuttleworth Collection

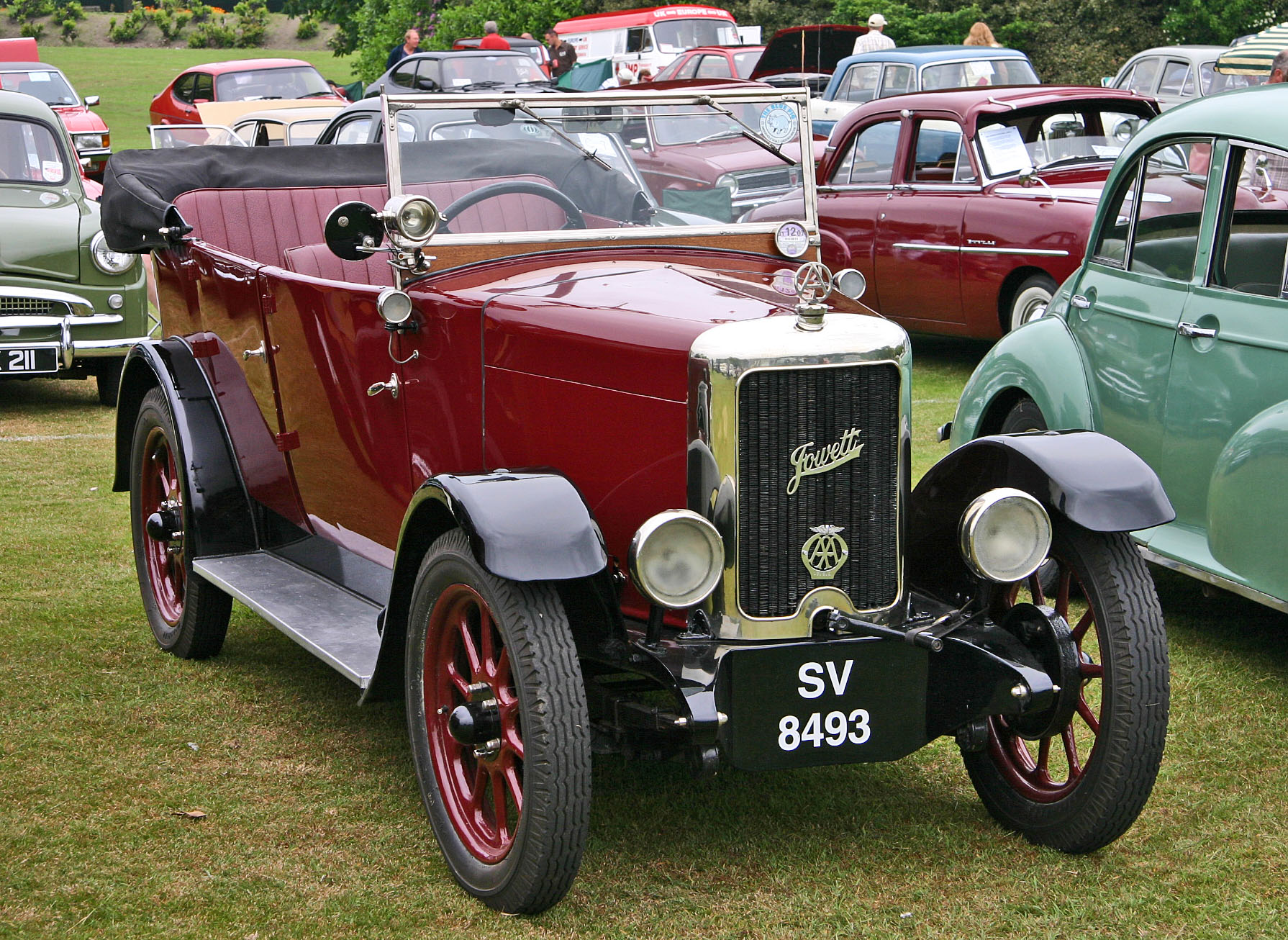
Una Jowett Seven Long torpedo del 1929

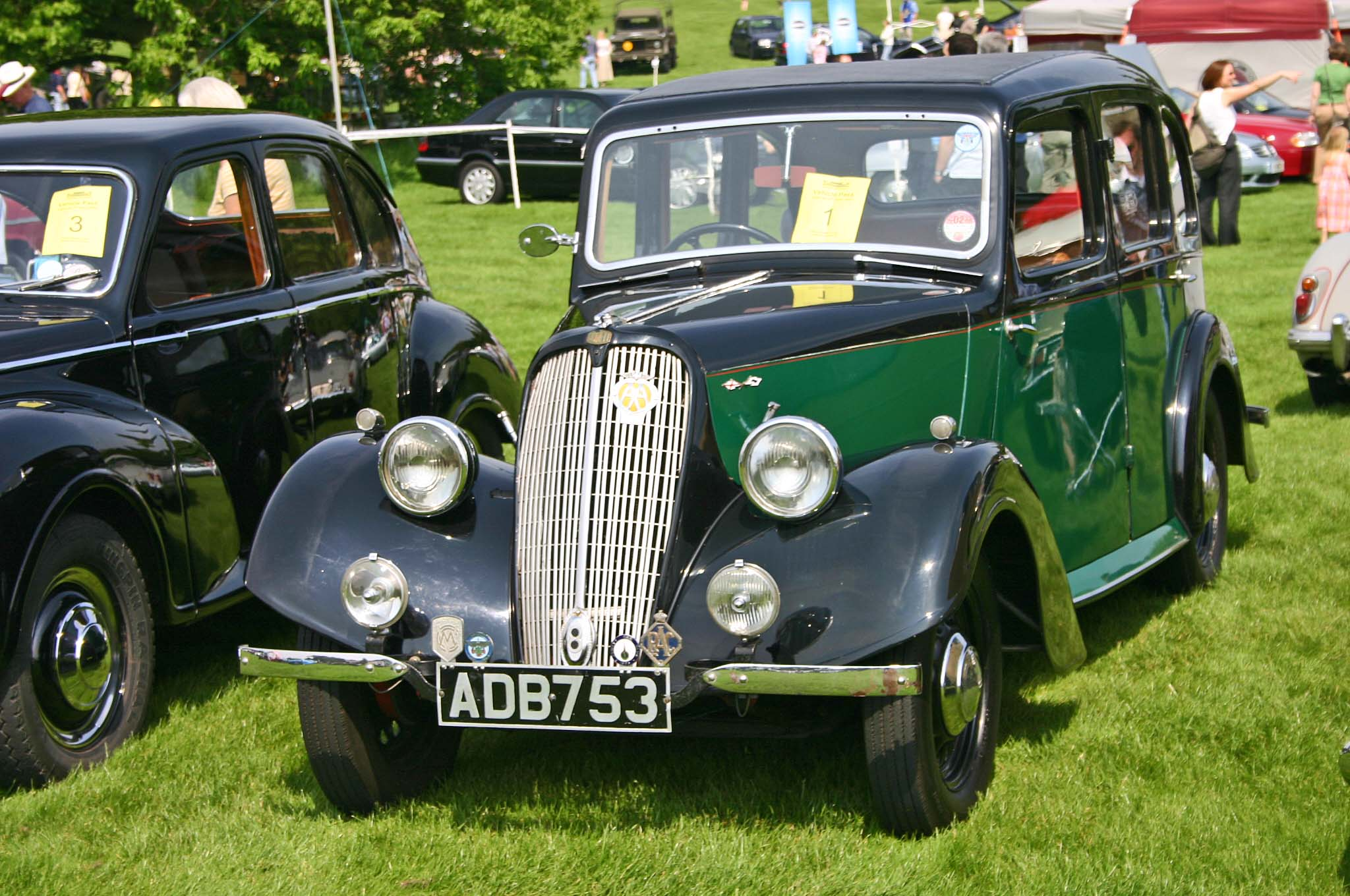
Una Jowett Eight del 1937

Nel giugno del 1919 la Jowett venne rinominata Jowett Cars Limited e diventò una public company.
Sempre nel 1919 venne acquistato un nuovo sito produttivo a Idle, un villaggio nei sobborghi di Bradford. Nel nuovo stabilimento le attività produttive iniziarono nel 1920. Il primo modello di autovettura assemblato fu la Jowett Seven, che aveva montato un motore prebellico bicilindrico a cilindri contrapposti. Questo propulsore fu ingrandito prima a 831 cm³ e poi, nel 1921, a 907 cm³. Quest'ultima versione produceva 8 CV di potenza. Per qualche tempo, la Jowett produsse solo un modello di autovettura, la Seven. Questa situazione cambiò nel 1936, quando venne introdotta la Jowett Ten con il suo motore a quattro cilindri. Concepito per fornire la massima coppia a bassi regimi, il motore citato era famoso per essere sufficientemente potente, affidabile ed economico.
Dal 1922 vennero prodotti veicoli commerciali basati sulla Seven, che diventarono sempre più importanti per l'economia della Jowett. Quest'ultima mostrò per la prima volta un proprio modello, in un autosalone, nel 1921 al British International Motor Show di Londra. Nel 1923 vennero introdotti l'accensione a bobina e l'avviamento elettrico. Nel 1929 furono previsti la testata rimovibile (per avere una più facile manutenzione) ed i freni sulle quattro ruote. La produzione di autovetture fu temporaneamente sospesa nel settembre del 1931 per un incendio occorso nello stabilimento.
Il 1934 vide il lancio della Jowett Kestrel, che possedeva una cambio a quattro rapporti. L'anno successivo fu introdotta la Jowett Weasel. Il primo motore a quattro cilindri venne montato nel 1936 sulla Jowett Ten. Era a cilindri contrapposti, possedeva due carburatori ed aveva una cilindrata di 1.166 cm³. Il modello, con questo motore, continuò ad essere prodotto fino allo scoppio della seconda guerra mondiale insieme alla Seven, con il suo propulsore bicilindrico che crebbe fino a 946 cm³ nel 1937. Nel 1935 la società fu quotata alla Borsa di Londra. Nel 1936 Benjamin Jowett si ritirò dall'azienda, seguito da suo fratello William nel 1940.

### La seconda guerra mondiale
La produzione di autovetture si interruppe nel 1940 a causa dello scoppio della seconda guerra mondiale. Continuò invece l'assemblaggio di motori, insieme con la fabbricazione di parti di aeroplani ed altri componenti militari. Infatti, nel Regno Unito, similmente a quanto accaduto durante la prima guerra mondiale, le aziende principali vennero obbligate dal governo a convertire i propri impianti nella produzione bellica, e la Jowett non fu un'eccezione. La Jowett fu acquistata nel 1945 da Charles Clore, che nel 1947 la vendette alla Lazard.

### Il secondo dopoguerra

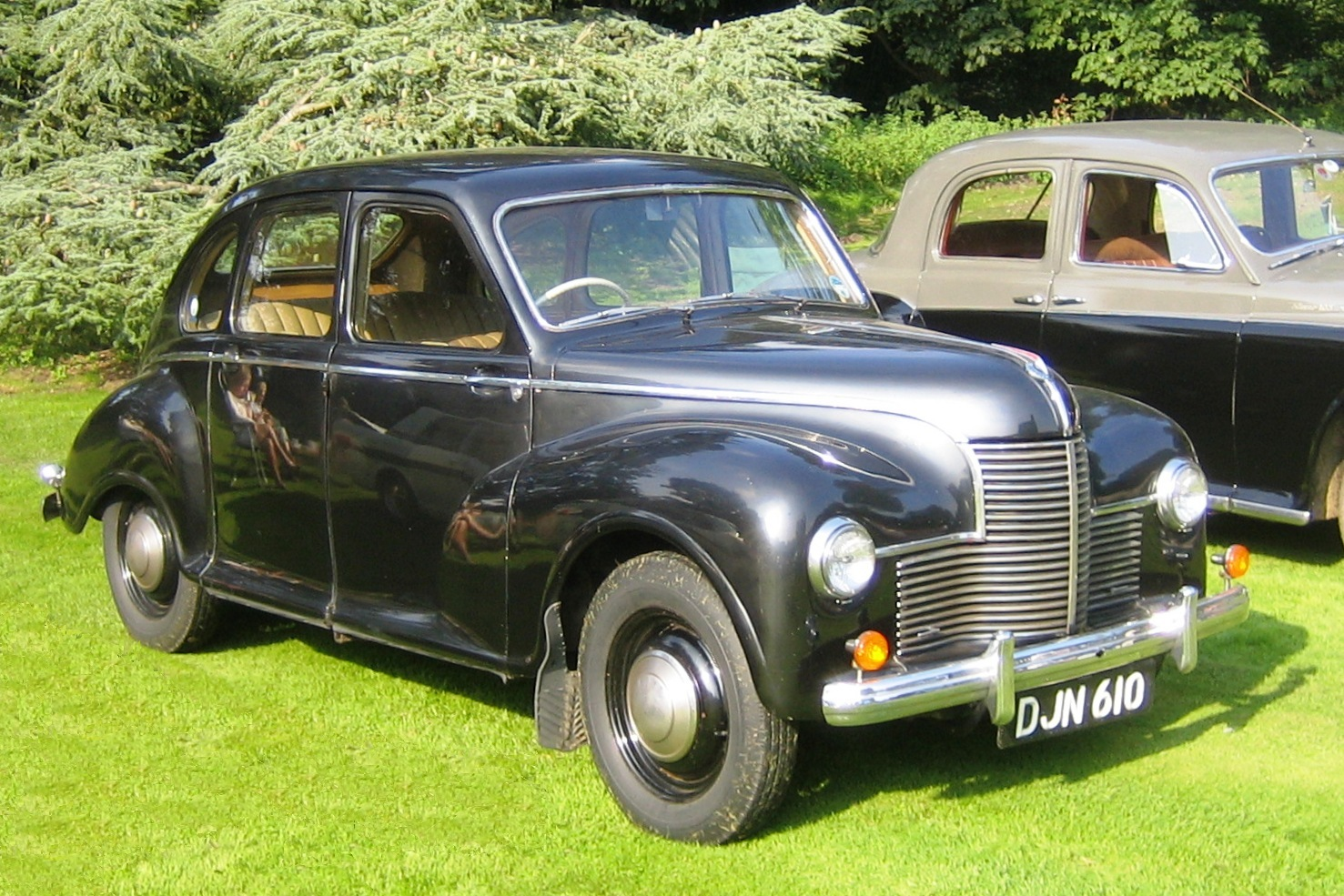
Una Jowett Javelin berlina del 1949

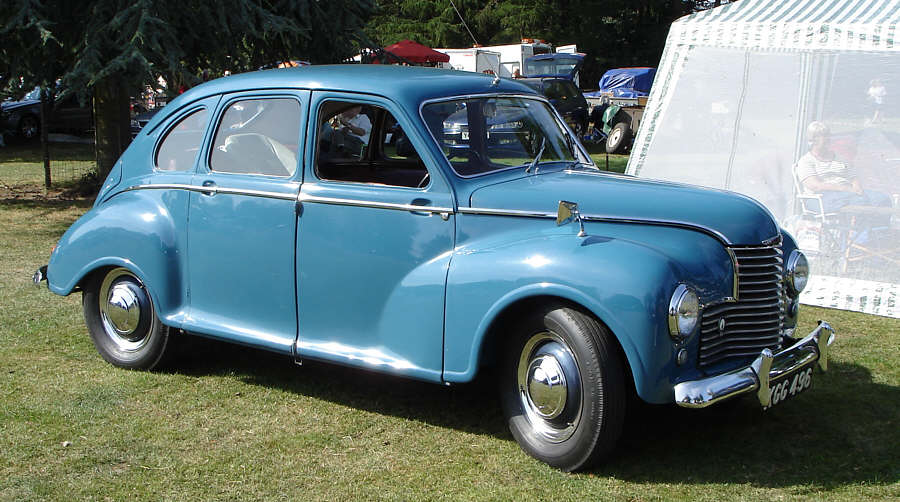
Una Jowett Javelin berlina

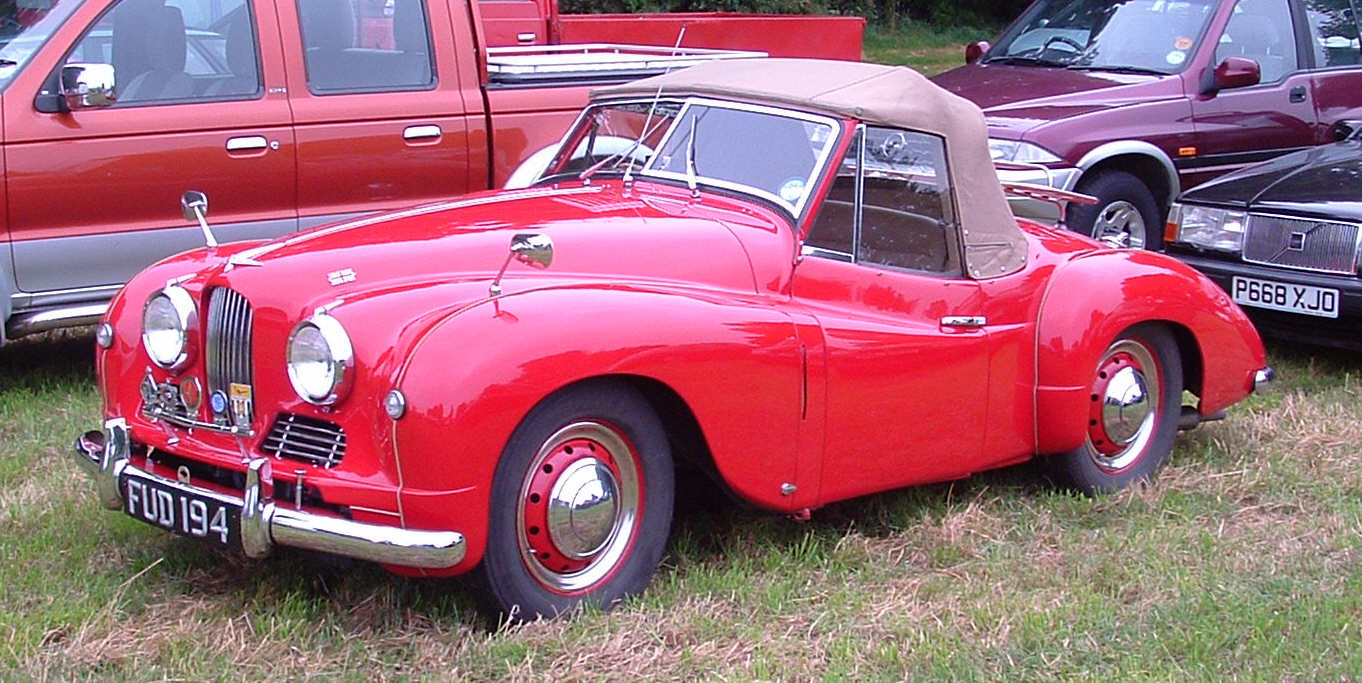
Una Jowett Jupiter torpedo

Quando, a conflitto terminato, la normale produzione riprese e il motore bicilindrico non fu più montato sulle autovetture, ma la sua versione di 1.005 cm³ continuò ad essere installata sui veicoli commerciali. La gamma di autovetture fu completamente rinnovata, e in essa era compresa la nuova Jowett Javelin progettata da Gerald Palmer. Questo modello possedeva un motore a cilindri contrapposti e valvole in testa, sospensioni anteriori indipendenti, barra di torsione anteriore e posteriore, e assemblaggio del corpo vettura a monoscocca. Il modello raggiungeva la velocità massima di 130 km/h ed aveva una buona guidabilità. Nel 1950 alla Javelin si aggiunse la Jowett Jupiter, che possedeva un telaio progettato da Eberan von Eberhorst. Con la Javelin, la Jowett raggiunse livelli produttivi mai eguagliati prima. Il corpo vettura della Javelin era prodotto dalla Briggs Motor Bodies a Doncaster, mentre quelli delle Jupiter erano assemblati negli stabilimenti Jowett di Idle.

### La crisi e la chiusura
Nel 1952 le esportazioni di autovetture Jowett calarono del 75%, e il mercato di casa entrò in fase di stagnazione. Quest'ultima tendenza era causata dal temporaneo aumento della tassa di possesso di autoveicoli, che cagionò un calo della domanda interna di autovetture. Questa tassa fu abbassata l'anno seguente, ma l'intervento non fu sufficiente, dato che già il precedente rialzo aveva danneggiato notevolmente la Jowett. Più precisamente, negli ultimi quattro mesi del 1952, le vendite di autovetture Jowett ammontavano al 15% di quelle dei quadrimestri precedenti. Inoltre, la carenza di strategie aziendali ed i problemi di affidabilità dei modelli, contribuirono a non far raggiungere gli obiettivi di vendita previsti per il 1952. Il 1953 non fu migliore, e quindi nel 1954 la proprietà decise di terminare la propria attività produttiva di autovetture, e di vendere i propri stabilimenti all'International Harvester, che assemblava trattori. Gli stabilimenti vennero utilizzati da quest'ultima compagnia fino all'inizio degli anni ottanta, e furono demoliti nel 1983.
La Jowett si concentrò nella produzione di componenti di aeroplani per la Blackburn & General Aircraft Company, e fu deciso di liquidare gli azionisti; quest'ultimo processo terminò nella metà del 1955. La Jowett fu poi acquistata dalla Blackburn nel 1956. Nel 1963 il marchio Jowett fu definitivamente soppresso, e da tal data non furono più disponibili neppure i pezzi di ricambio per i vecchi modelli di autovetture.

## I principali modelli di autovetture
| Modello            | motore                                                                                   | Produzione                 | Carrozzerie                        | Anni      | Note |
| ------------------ | ---------------------------------------------------------------------------------------- | -------------------------- | ---------------------------------- | --------- | --- |
| Jowett 6 hp        | 816 cm³ di cilindrata, valvole laterali, due cilindri contrapposti, raffreddato ad acqua | 48                         | 2 posti                            | 1906–1914 | Cambio a tre rapporti. Motore da 831 cm³ dal 1914                                                                   |
| Jowett 7 hp        | 907 cm³, valvole laterali, due cilindri contrapposti                                     | 11.444 (incluse le Long 7) | 2 porte berlina                    | 1919–1930 | Cambio a tre rapporti. Freni sulle quattro ruote. Passo di 2.100 mm                                                 |
| Jowett "Long" 7 hp | 907 cm³, valvole laterali, due cilindri contrapposti                                     | 11.444 (incluse le Long 7) | 2 posti, torpedo, 4 porte berlina. | 1930-36   | Passo di 2.600 mm. Dal 1933 impianto elettrico da 12 V. Dal 1934 cambio a Quattro rapporti. Due carburatori Weasel. |
| Jowett Ten         | 1166 cm³, valvole laterali, quattro cilindri contrapposti                                | 1.881                      | berlina, furgone                   | 1936–1940 | Dal 1937 due carburatori.                                                                                           |
| Jowett Eight       | 946 cm³, valvole laterali, due cilindri contrapposti                                     | 2.888                      | Berlina                            | 1937–1940 | |
| Jowett Javelin     | 1486 cm³, valvole in testa, quattro cilindri contrapposti                                | 23.307                     | Berlina                            | 1947–1953 | Realizzata anche la versione da competizione.                                                                       |
| Jowett Jupiter     | 1486 cm³, valvole in testa, quattro cilindri contrapposti                                | 900                        | Cabriolet                          | 1950–1954 | Realizzata anche la versione da competizione.                                                                       |
| Jowett Bradford    | 1005 cm³, valvole laterali, due cilindri contrapposti                                    | 38.241                     |                                    | 1946–1953 | Cambio a tre rapporti                                                                                               |
| Jowett R4          | 1486 cm³, valvole in testa, quattro cilindri contrapposti                                | 3                          |                                    | 1953      | Non raggiunse mai la produzione in serie. Velocità massima 160 km/h.                                                |

## I club di appassionati
Sono attivi diversi club di appassionati di vetture Jowett. Solo nel Regno Unito ne sono presenti 8. Altre nazioni in cui sono particolarmente attivi sono l'Australia e la Nuova Zelanda. Questi appassionati organizzano dei raduni e, annualmente, delle competizioni sportive. I club sono presenti anche negli Stati Uniti ed in Europa.